# タンガ (タンザニア)
タンガ（Tanga）は、タンザニアのインド洋岸の港湾都市。人口は約22万人でタンザニアの都市として十指に数えられる。

## 概要
タンガはケニアとの国境近くでインド洋に面する。港からの主な輸出品はサイザルアサ、コーヒー、紅茶、綿花である。重要な鉄道のターミナルになっており、タンザニア北部の都市やタンザニアの経済の中心地であるダルエスサラームと結ばれている。

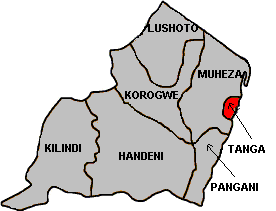
タンガ州内のタンガ（タンガ都市県）の位置

## 歴史
ドイツの東アフリカ植民地（ドイツ領東アフリカ）の中心地として1889年に軍の駐留地に選ばれ、1891年には地区の事務所が置かれた。サイザルアサの栽培が経済の中心となった。第一次世界大戦では戦場となり、1914年11月に上陸したイギリス軍と戦い（タンガの戦い）、1916年の7月まで街は占領されることはなかった。戦後はイギリスの保護領となった。